# Juan Vidal
Juan Vidal (12 de febrero de 1977) es un actor nacido en República Dominicana, radicado en México, que ha actuado en cine, teatro y televisión. 
Ex Mister República Dominicana, participó en el concurso Mr. Mundo en Estambul, Turquía en 1996. Allí inicia su carrera como modelo internacional, trabajando en el mercado de Europa, Estados Unidos y Latinoamérica.

## Biografía
Mientras incursionaba como modelo empezó a estudiar actuación en Nueva York, de allí es invitado al Centro de Educación Artística (CEA) de Televisa y es en México cuando su carrera actoral inició destacándose en televisión y posteriormente se convirtió en uno de los actores jóvenes revelación del nuevo cine mexicano. Por su participación en la obra teatral “Los ojos del hombre” ganó el premio “Sol de Oro”, como actor revelación del año. Desde que tuvo su primera oportunidad de actuar ha llevado una amplia carrera que hoy lo ha convertido en uno de los talentos masculinos con más ofertas para las telenovelas. Su trabajo en “La mujer de Judas”, en el que interpretó al villano “Leoncio”, le valió buenas críticas.
México le sirvió como puente para llegar a la ciudad de Los Ángeles, donde participó en varias producciones americanas, “The Guiding Light” de la NBC, el programa de comedia “Strip Mall” de Comedy Central Los Ángeles, “Favor and Family” en la ABC, Mea Culpa, producida por “Gran Cine Mexicano” fue escrita por Jorge Rodríguez y dirigida por Gabriel Alfonzo, en ella actúa junto a los famosos y conocidos actores: Héctor Soberón de México, la gran actriz venezolana Laura Termini y Franklin Virgüez también venezolano.
Luego de eso protagoniza un escándalo por unas fotos filtradas en donde se le puede observar sin nada de ropa.

## Filmografía

### Televisión
- Los 50 (2023) - Él mismo[2]
- Junta de vecinos (2022) - Elías Gamero
- La casa de los famosos (2022) - Él mismo[3]
- Mi fortuna es amarte (2022) - Marco Saldívar[4]
- Parientes a la fuerza (2021-2022) - Wesley Castro
- Soltero con hijas (2019-2020) - Robertino Rodríguez Rodríguez "El Calamal"[5]
- La piloto (2018) - Regueros
- Descontrol (2018)
- Mi marido tiene familia (2017) - Julián Guerra
- Vino el amor (2016-2017) - Brian Gutiérrez
- Tanto amor (2015-2016) - Rafael Lombardo
- Baila si puedes (2015) .... Participante, eliminado en la tercera semana
- Las Bravo (2014-2015) - Secundino "Adonis" Godínez
- Destino (2013) - Germán Aguirre De Alba
- La mujer de Judas (2012) - Leoncio Manzur
- La loba (2010) - Alberto Morán Colombo
- Alma Indomable (2009) - Raúl Urbaneja
- Acorralada (2007) - Enrique 'Kike' Díaz
- Las dos caras de Ana (2006-2007) - Cristóbal Acosta
- Como en el cine (2001-2002) - Federico
- Favor and Family (2000) .... Tony
- Strip Mall (2000) .... Fernando
- Besos prohibidos (1999) - Rainer
- The Guiding Light (1997)

### Cine
- Carpe diem (2009) .... Stewart
- Mea culpa (2008) .... Guillermo
- Desnudos (2004) .... Roberto

### Teatro
- Cada quien su vida (2005) .... El Ojitos
- Cuatro Equis (2002) .... Roberto
- Equus (2000) .... Nugget
- Los Ojos del Hombre (1999) .... Rocky

- Sin censura
- Solo para mujeres

## Premios
- Mejor Actor de Reparto. Vino el Amor. Premios Tv & Novelas 2017.
- Premio Las Palmas de Oro 2014, como Actor Destacado en la telenovela Las Bravo, México.
- Premio Las Palmas de Oro 1999, como Actor Revelación en la telenovela Besos Prohibidos, México.
- Premio El Sol de Oro 1999, como Actor Revelación en Teatro por la puesta en escena Los Ojos del Hombre, México.
- Mr. Mundo República Dominicana 1996.
- El Soltero más cotizado 1996.
- El Modelo República Dominicana 1995.